# Parkweg (stacja metra)
Parkweg – stacja metra w Rotterdamie, położona na linii C (czerwonej). Została otwarta 4 listopada 2002. Stacja znajduje się w Schiedam.